# Maria Wandel
Maria Wandel (født 17. marts 1977 i Aarhus) er en dansk billedkunstner, der bor og arbejder i København. Wandel er delvist opvokset i Afrika, men uddannet fra Det Kongelige Danske Kunstakademi med afgang 2005. Som kunstner har hun har hovedsageligt beskæftiget sig med maleri, men har også arbejdet med litografi og tusch. Hendes udtryk er som oftest af præget af et genkendeligt, figurativt formsprog, kombineret med kraftige beskæringer af motivet. Kunstneren har specialiseret sig i portrætmaleri og har blandt andre malet signifikante tænkere som Albert Camus, Maurice Merleau-Ponty, Michel Foucault, Franz Kafka, Ernest Hemingway, Karen Blixen, Virginia Woolf og nutidens Christina Hesselholdt.
Parallelt med maleriet har Wandel bl.a. lavet sort-hvide tegninger af snakkende tændstikker. Tændstikkerne skriver digte, ser på hinanden og taler om deres følelser som "storbyhverdagseksistentialister".
I nyere arbejder fra 2018 og frem, er hun dog begyndt at arbejde med en højere niveau af abstraktion i maleriet.
Soloudstillinger blandt andre på Vendsyssel Kunstmuseum, i eget hjem, i DR-byen, Grand Teatret, C.F. Møller, Finansministeriet og gruppeudstillinger på Nivaagaard, GL. STRAND, Kunsthallen Nikolaj, Charlottenborg, Overgaden, Galerie Mikael Andersen, Møstings Hus, Politikens Hus, Byens Kro, SAK og Soyakagefabrikken.
Kunstneren har samarbejdet med forfattere og filosoffer om bogprojekter, blandt andre Hans Otto Jørgensen, Martin Larsen og Jens Qvesel. Der er udkommet fire bøger på Gyldendal og Forlaget Arena. Bøgerne bliver til i en udfordring mellem billedkunstner og forfatter. Wandels udgivelse fra 2017, Hemmeligheder alle vegne, er en grafisk roman med Wandels tuschtegninger og tekster af Per Aage Brandt, Christina Hesselholdt og Christel Wiinblad. Bogen er udkommet på ARTUR under Turbine.

## Udvalgte udstillinger
- Here (Once Again) Leaving the Gold (Kastrupgårdsamlingen, 2020 / Vendsyssel Kunstmuseum, 2020).
- Hemmeligheder alle vegne (Kunsthal Charlottenborg, 2017 / Horsens Kunstmuseum, 2018).

## Ekstern kilde/henvisning
- Mariawandel.dk – kunstnerens egen hjemmeside.
- Ikoniske filmstjerner kommer op at hænge – Kim Skotte skriver om kunstneren, Dagbladet Politiken, 23. oktober 2011.
- Nedgangsoptrin Arkiveret 6. september 2015 hos  Wayback Machine – billedreportage fra samarbejdsprojekt med kunstner Molly Haslund, 1. september 2011.
- Grænser for galskaben – kunstnerens portræt af Michel Foucault, Dagbladet Information, 24. juni 2011.
- Det var dengang... – Line Beck Rasmussen anmelder bogprojektet De gule føl', Dagbladet Information, 25. november 2010.
- Smerteprosa Arkiveret 1. november 2013 hos  Wayback Machine – Stefan Kjerkegaard anmelder bogprojektet Hjernens egen store hund, Sentura, 22. januar 2010.